# Já, Simon
Já, Simon (v originále Love, Simon) je americký hraný film z roku 2018, který režíroval Greg Berlanti podle románu Becky Albertalli, jenž v češtině vyšel v roce 2017 pod názvem Probuzení Simona Spiera. Film popisuje trampoty dospívajícího studenta s coming outem. Snímek měl světovou premiéru 27. února 2018 na Mardi Gras Film Festival v Sydney. V České republice byl uveden do kin 14. června 2018.

## Děj
Šestnáctiletý Simon je gay, což doposud neřekl ani rodině, ani nikomu ze svých přátel. Jednou si však přečte zprávu, kterou na školní web umístí jeden z jeho spolužáků. Neznámý Blue se cítí taktéž osamělý a mezi ním a Simonem začne e-mailová komunikace. Blue však není stále připraven k odhalení své totožnosti. Simona to trápí, protože se do Bluea postupem času zamiloval. Velký problém pro Simona nastane v den, kdy se ve školní knihovně zapomene odhlásit ze svého e-mailu. Tím pádem se o jeho tajné komunikaci dozví spolužák Martin, který se k počítači dostane po něm. Udělá si kopie všech e-mailů a začne Simona vydírat. Pokud Simon nezařídí, že s Martinem nezačne chodit Simonova kamarádka Abby, vyzradí jeho e-maily ve škole. Simon se proto sérií drobných lží snaží Abby a Martina sblížit, když všichni nacvičují školní představení muzikálu Kabaret. Zároveň se Simon snaží zjistit, kdo je doopravdy Blue. Situace se zkomplikuje během vánočních prázdnin. Ještě před Vánocemi Abby Martina odmítne a ten ve zlosti nasdílí e-maily na školní web. Simon se proto svěří rodině, že je gay. Jeho přátelé mu však vyčítají, že s nimi záměrně manipuloval a Blue navíc přestane komunikovat. Simon má poslední možnost jak zjistit, kdo se skrývá za přezdívkou Blue.

## Obsazení
| Nick Robinson       | Simon Spier              |
| Bryson Pitts        | 10letý Simon             |
| Nye Reynolds        | 5letý Simon              |
| Katherine Langford  | Leah Burke               |
| Alexandra Shipp     | Abby Suso                |
| Jorge Lendeborg Jr. | Nick Eisner              |
| Keiynan Lonsdale    | Abraham „Bram" Greenfeld |
| Jennifer Garnerová  | Emily Spier              |
| Josh Duhamel        | Jack Spier               |
| Talitha Bateman     | Nora Spier               |
| Skye Mowbray        | 6letá Nora               |
| Logan Miller        | Martin Addison           |
| Miles Heizer        | Cal Price                |
| Tony Hale           | zástupce ředitele Worth  |
| Natasha Rothwell    | učitelka Albrightová     |
| Drew Starkey        | Garrett Laughlin         |
| Clark Moore         | Ethan                    |
| Joey Pollari        | číšník Lyle              |

## Přijetí

### Tržby
Film vydělal 40,8 milionů dolarů v Severní Americe a 25,3 milionů dolarů v ostatních oblastech, celkově tak vydělal 66,1 milionů dolarů po celém světě. Rozpočet filmu činil 10–17 milionů dolarů. Za první víkend docílil páté nejvyšší návštěvnosti s tržbami ve výši 11,7 milionů dolarů. Ve Velké Británii obsadil čtvrtou příčku v návštěvnosti, když vydělal 1,6 milionů dolarů. Na stejném pořadí skončil v Austrálii s výdělkem 916 697 dolarů. V Mexiku s utrženými 982 391 dolary měl třetí nejvyšší návštěvnost a v Brazílii čtvrtou díky výdělku ve výši 804 567 dolarů. V České republice se umístil na devátém místě a vydělal v přepočtu 41 403 dolarů. Celkový výdělek z České republiky byl 97 305 dolarů.

### Recenze
Na recenzní stránce Rotten Tomatoes získal ze 174 započtených recenzí 91 procent s průměrným ratingem 7,3 bodu z deseti. Na serveru Metacritic snímek získal z 38 recenzí 72 bodů ze sta. V Česko-Slovenské filmové databázi si film k datu 12. srpna 2018 držel hodnocení ve výši 75 procent.

### Ocenění a nominace
Film získal dvě nominace na cenu MTV Movie & TV Awards v kategoriích nejlepší polibek (Robinson a Londsale) a nejlepší hudební moment. Domů si odnesl pouze jednu cenu za nejlepší polibek. Tři nominace získal na cenu Teen Choice Awards v kategoriích objev roku (Robinson), filmová komedie a nejlepší pár (Robinson a Lonsdale).

## České znění
| Postava            | Herec / herečka     | Dabér / dabérka[zdroj⁠?!] |
| ------------------ | ------------------- | ------------------------ |
| Simon Spier        | Nick Robinson       | Jiří Köhler              |
| Abby Susso         | Alexandra Shipp     | Patricie Soukupová       |
| Martin Addison     | Logan Miller        | Roman Hajlich            |
| Leah Burke         | Katherine Langford  | Kristýna Valová          |
| Emily Spier        | Jennifer Garner     | Petra Hobzová            |
| Nick Eisner        | Jorge Lendeborg Jr. | Jan Battěk               |
| Jack Spier         | Josh Duhamel        | Filip Švarc              |
| Bram Greenfeld     | Keiynan Lonsdale    | Vojtěch Hájek            |
| pan Worth          | Tony Hale           | Jiří Krejčí              |
| Taylor Metternich  | Mackenzie Lintz     | Kristina Jelínková       |
| slečna Albrightová | Natasha Rothwell    | Kateřina Petrová         |